# Trận Dibaltum
Trận Dibaltum diễn ra giữa quân đội La Mã và liên quân gồm người Goth, Hung và Alan vào mùa hè năm 377. Trận đánh xảy ra bên ngoài thành phố Dibaltum thuộc vùng Thrace và kết thúc với chiến thắng thuộc về phe người Goth.

## Bối cảnh
Sau khi Saturninus ra lệnh rút toàn bộ binh lính khỏi dãy núi Haemus, người Goth đã vượt qua từ Moesia vào Thrace và bắt đầu cướp phá vùng nông thôn.  Một lực lượng người Goth, cùng với các đồng minh mới là người Hung và người Alan, đã rời khu vực Marcianopolis và tiến xuống phía nam để tìm kiếm chiến lợi phẩm, tiến đến gần thành phố Dibaltum.
Barzimeres, tribunum scutariorum (Chỉ huy Đội Cận Vệ), cùng với các tướng lĩnh khác, đã được điều chuyển từ Đông La Mã đến Thrace để đối phó với người Goth, và bắt đầu dựng trại bên ngoài Dibaltum khi đến nơi. Quân đội La Mã bao gồm một đơn vị kỵ binh scutarii, cornuti và các đơn vị bộ binh khác.

## Trận đánh
Người Goth đã bất ngờ tấn công quân La Mã khi quân La Mã đang dựng trại qua đêm, và Barzimeres nhanh chóng sắp xếp quân đội vào đội hình chiến đấu. Quân La Mã mở cuộc tấn công nhằm buộc người Goth phải rút lui, và trận chiến có vẻ như sẽ kéo dài đến tận đêm. Một lực lượng kỵ binh lớn đã tham chiến muộn và bao vây, áp đảo quân đội La Mã. Trong trận chiến sau đó, Barzimeres bị giết, Equitius, cura palatii (Chỉ huy Hoàng cung), bị bắt sống, và phần lớn quân đội La Mã bị tiêu diệt.

## Kết quả
Người Goth, Hung và Alan đã cướp phá thành phố Dibaltum, rồi tiến quân đến Beroea để tấn công tướng Frigeridus, nhưng do trinh sát của ông đã phát hiện ra quân xâm lược nên Frigeridus nhanh chóng rút lui về Illyria. Sau đó, Equitius đã tìm cách trốn thoát khỏi nơi bị giam giữ.